# Migneauxia psammeticha
Migneauxia psammeticha is een keversoort uit de familie schimmelkevers (Latridiidae). De wetenschappelijke naam van de soort werd in 1867 gepubliceerd door Viktor Ivanovitsj Motsjoelski.